# Jean-Marc Bosman
Jean-Marc Bosman, född 30 oktober 1964, är en belgisk tidigare fotbollsspelare vars juridiska processer mot övergångsreglerna i fotboll ledde till Bosmandomen den 15 december 1995. 
Bosmandomen förändrade totalt sättet att anställa fotbollsspelare genom att det tillät professionella spelare inom EU att röra sig fritt, utan övergångssumma, mellan klubbarna då deras kontrakt med deras nuvarande klubb gått ut. Dessutom fick han igenom att EU:s fria rörlighet också gäller fotbollsspelare så att en klubb efter det kan anställa valfritt antal EU-medborgare.
Bosman själv är mer känd för att ha drivit igenom Bosmandomen, än för sina insatser på planen. Han spelade i  Standard de Liège och RFC Liège, i Belgiens andraliga (division 1), och stämde RFC Liège när han inte fick byta klubb då klubben krävde en hög övergångssumma som den andra klubben inte ville betala, trots att hans kontrakt inte gällde längre.

### Fotnoter
1. ↑  ”Le Standard et ses Joueurs”. Royal Standard de Liege. http://www.standard.be/fr/a_joueurs_det.php?id=51. Läst 7 juni 2010.[död länk]